# China Open (теніс) 2015
Відкритий чемпіонат Китаю з тенісу 2015 — тенісний турнір, що проходив на відкритих кортах з твердим покриттям National Tennis Center у Пекіні (Китай). Це був 17-й за ліком China Open серед чоловіків і 19-й - серед жінок. Належав до категорії 500 у рамках Туру ATP 2015, а також категорії Premier Mandatory в рамках Туру WTA 2015. Тривав з 5 до 11 жовтня 2015 року.

## Очки і призові

### Нарахування очок
| Дисципліна                 | П    | Ф   | ПФ  | ЧФ  | 1/8 | 1/16 | 1/32 | Q   | Q2  | Q1  |
| Чоловіки, одиночний розряд | 500  | 300 | 180 | 90  | 45  | 0    | Н/Д  | 20  | 10  | 0   |
| Чоловіки, парний розряд    | 500  | 300 | 180 | 90  | 0   | Н/Д  | Н/Д  | Н/Д | Н/Д | Н/Д |
| Жінки, одиночний розряд    | 1000 | 650 | 390 | 215 | 120 | 65   | 10   | 30  | 20  | 2   |
| Жінки, парний розряд       | 1000 | 650 | 390 | 215 | 120 | 5    | Н/Д  | Н/Д | Н/Д | Н/Д |

### Призові гроші
| Дисципліна                 | П        | F        | ПФ       | ЧФ       | 1/8     | 1/16    | 1/32    | Q2     | Q1     |
| Чоловіки, одиночний розряд | $654,725 | $295,180 | $139,820 | $67,470  | $34,400 | $18,920 | Н/Д     | $2,130 | $1,175 |
| Чоловіки, парний розряд    | $193,420 | $87,270  | $41,150  | $19,890  | $10,210 | Н/Д     | Н/Д     | Н/Д    | Н/Д    |
| Жінки, одиночний розряд    | $973,505 | $487,161 | $237,689 | $114,182 | $54,953 | $26,603 | $15,280 | $4,071 | $2,376 |
| Жінки, парний розряд       | $329,354 | $165,268 | $73,577  | $33,959  | $15,850 | $7,360  | Н/Д     | Н/Д    | Н/Д    |

## Учасники основної сітки в рамках чоловічого турніру

### Сіяні
| Країна  | Гравець           | Рейтинг1 | Сіяний |
| ------- | ----------------- | -------- | ------ |
| Сербія  | Новак Джокович    | 1        | 1      |
| Чехія   | Томаш Бердих      | 5        | 2      |
| Іспанія | Рафаель Надаль    | 7        | 3      |
| Іспанія | Давид Феррер      | 8        | 4      |
| Канада  | Мілош Раоніч      | 9        | 5      |
| США     | Джон Ізнер        | 13       | 6      |
| Бельгія | Давід Ґоффен      | 15       | 7      |
| Франція | Жо-Вілфрід Тсонга | 16       | 8      |

- 1 Рейтинг подано станом на 28 вересня 2015

### Інші учасники
Нижче наведено учасників, які отримали вайлдкард на участь в основній сітці:
- Лу Єн-Сун
- Wu Di
- Zhang Ze

Нижче наведено гравців, які пробились в основну сітку через стадію кваліфікації:  
- Аляж Бедене
- Сімоне Болеллі
- Денис Істомін
- Джон Міллман

### Знялись з турніру
До початку турніру
- Філіпп Кольшрайбер → його замінив  Андреас Гайдер-Маурер
- Флоріан Маєр → його замінив  Вашек Поспішил
- Леонардо Маєр → його замінив  Віктор Естрелья Бургос

## Учасники основної сітки в парному розряді

### Сіяні пари
| Країна     | Гравець            | Країна  | Гравець            | Рейтинг1 | Сіяний |
| ---------- | ------------------ | ------- | ------------------ | -------- | ------ |
| Нідерланди | Жан-Жульєн Роєр    | Румунія | Горія Текеу        | 9        | 1      |
| Польща     | Марцін Матковський | Сербія  | Ненад Зімоньїч     | 24       | 2      |
| Італія     | Сімоне Болеллі     | Італія  | Фабіо Фоніні       | 30       | 3      |
| Канада     | Деніел Нестор      | Франція | Едуар Роже-Васслен | 35       | 4      |

- Рейтинг подано станом на 28 вересня 2015

### Інші учасники
Нижче наведено пари, які отримали вайлдкард на участь в основній сітці:
- Djordje Djokovic /  Новак Джокович
- Gong Maoxin /  Майкл Венус

Нижче наведено пари, що пробились в основну сітку через стадію кваліфікації:
- Юліан Ноул /  Олівер Марах

## Учасниці основної сітки в рамках жіночого турніру

### Сіяні
| Країна    | Гравчиня             | Рейтинг1 | Сіяна |
| --------- | -------------------- | -------- | ----- |
| Румунія   | Сімона Халеп         | 2        | 1     |
| Чехія     | Петра Квітова        | 4        | 2     |
| Італія    | Флавія Пеннетта      | 6        | 3     |
| Польща    | Агнешка Радванська   | 7        | 4     |
| Іспанія   | Гарбінє Мугуруса     | 8        | 5     |
| Сербія    | Ана Іванович         | 9        | 6     |
| Іспанія   | Карла Суарес Наварро | 10       | 7     |
| Данія     | Каролін Возняцкі     | 11       | 8     |
| Чехія     | Кароліна Плішкова    | 12       | 9     |
| Німеччина | Анджелік Кербер      | 13       | 10    |
| Швейцарія | Белінда Бенчич       | 14       | 11    |
| Швейцарія | Тімеа Бачинскі       | 15       | 12    |
| Німеччина | Андреа Петкович      | 16       | 13    |
| США       | Медісон Кіз          | 17       | 14    |
| Італія    | Роберта Вінчі        | 18       | 15    |
| Україна   | Еліна Світоліна      | 20       | 16    |

- 1 Рейтинг подано станом на 28 вересня 2015.

### Інші учасниці
Нижче наведено учасниць, які отримали вайлдкард на участь в основній сітці:
- Кейсі Деллаква
- Хань Сіньюнь
- Ван Цян
- Ч Шуай
- Чжен Сайсай

Учасниці, що потрапили в основну сітку завдяки захищеному рейтингу:
- Домініка Цібулкова

Нижче наведено гравчинь, які пробились в основну сітку через стадію кваліфікації:
- Лара Арруабаррена
- Катерина Бондаренко
- Маріана дуке-Маріньйо
- Ірина Фалконі
- Бояна Йовановські
- Бетані Маттек-Сендс
- Моніка Пуїг
- Юлія Путінцева

### Знялись з турніру
До початку турніру
- Вікторія Азаренко (травма стегна)[3]→її замінила  Алісон ван Ейтванк
- Карін Кнапп →її замінила  Міряна Лучич-Бароні
- Сабіне Лісіцкі (knee and leg injury)[4]→її замінила  Каріна Віттгефт
- Катерина Макарова (травма ноги)[5] →її замінила  Мона Бартель
- Пен Шуай (травма спини)[6]→її замінила  Роберта Вінчі
- Луціє Шафарова (травма живота і бактеріальна інфекція)[7] →її замінила  Александра Дулгеру
- Марія Шарапова (травма лівого передпліччя)[8] →її замінила  Юлія Гергес
- Серена Вільямс (втома і травми) [9]→її замінила  Тельяна Перейра

Під час турніру
- Белінда Бенчич (травма правої долоні)

### Завершили кар'єру
- Медісон Кіз (травма стегна)
- Ежені Бушар (dizziness due to ongoing concussion)
- Заріна Діяс (травма лівої литки)
- Сімона Халеп (травма лівої щиколотки)
- Леся Цуренко (травма правого ліктя)
- Коко Вандевей (травма лівої щиколотки)

## Учасниці основної сітки в парному розряді

### Сіяні пари
| Країна            | Гравчиня            | Країна            | Гравчиня            | Рейтинг1 | Сіяна |
| ----------------- | ------------------- | ----------------- | ------------------- | -------- | ----- |
| Швейцарія         | Мартіна Хінгіс      | Індія             | Саня Мірза          | 3        | 1     |
| США               | Бетані Маттек-Сендс | Росія             | Олена Весніна       | 9        | 2     |
| Австралія         | Кейсі Деллаква      | Казахстан         | Ярослава Шведова    | 12       | 3     |
| Угорщина          | Тімеа Бабош         | Франція           | Крістіна Младенович | 19       | 4     |
| Франція           | Каролін Гарсія      | Словенія          | Катарина Среботнік  | 25       | 5     |
| Китайський Тайбей | Чжань Хаоцін        | Китайський Тайбей | Чжань Юнжань        | 28       | 6     |
| США               | Ракель Копс-Джонс   | США               | Абігейл Спірс       | 31       | 7     |
| Чехія             | Андреа Главачкова   | Чехія             | Луціє Градецька     | 37       | 8     |

- 1 Рейтинг подано станом на 28 вересня 2015

### Інші учасниці
Нижче наведено пари, які отримали вайлдкард на участь в основній сітці:
- Алізе Корне /  Магда Лінетт
- Хань Сіньюнь /  Ян Чжаосюань
- Світлана Кузнецова /  Саманта Стосур
- Лян Чень /  Ван Яфань

Наведені нижче пари отримали місце як заміна:
- Катерина Бондаренко /  Ольга Савчук

### Відмовились від участі
До початку турніру
- Гарбінє Мугуруса

Під час турніру
- Алла Кудрявцева (травма лівого кульшового суглобу)
- Мона Бартель (травма правого зап'ястка)

## Переможці та фіналісти

### Одиночний розряд, чоловіки
- Новак Джокович def  Рафаель Надаль 6–2, 6–2

### Одиночний розряд, жінки
- Гарбінє Мугуруса def  Тімеа Бачинскі 7–5, 6–4

### Парний розряд, чоловіки
- Вашек Поспішил /  Джек Сок def  Деніел Нестор /  Едуар Роже-Васслен 3–6, 6–3, [10–6]

### Парний розряд, жінки
- Мартіна Хінгіс /  Саня Мірза def  Чжань Хаоцін /  Чжань Юнжань, 6–7(9–11), 6–1, [10–8]